# 德爾朗鎮區 (新澤西州)
德爾朗鎮區（英語：Delran Township）是位於美國新澤西州伯靈頓縣的一個鎮區。

## 地方資料
德爾朗鎮區的面積為18.78平方千米，當中陸地面積為17.17平方千米，而水域面積為1.61平方千米。根據2020年美國人口普查的數據，當地共有人口17882人，而人口密度為每平方千米952.18人。